# Vladimír Penc
Vladimír Penc (ur. 10 września 1893 w Pradze) – biegacz długodystansowy i maratończyk reprezentujący Czechy. Uczestniczył w igrzyskach olimpijskich w Sztokholmie w 1912 roku, gdzie startował w wyścigu na 10 000 metrów oraz w maratonie.
Jego rekord na 10 000 metrów wynosi 37:27,06 s. (1912 r.)

## Występy na letnich igrzyskach olimpijskich
| Igrzyska | Wydarzenie      | Eliminacje | Eliminacje | Półfinały | Półfinały | Finały          | Finały          |
| Igrzyska | Wydarzenie      | Wynik      | Miejsce    | Wynik     | Miejsce   | Wynik           | Miejsce         |
| -------- | --------------- | ---------- | ---------- | --------- | --------- | --------------- | --------------- |
| LIO 1912 | Bieg na 10000 m | DNF        | DNF        |           |           | → Nie awansował | → Nie awansował |
| LIO 1912 | Maraton         |            |            |           |           | DNF             | DNF             |